# Cursed – Blestemată
Cursed (Blestemată) este un serial de dramă fantastică, bazat pe romanul ilustrat al lui Frank Miller și al lui Tom Wheeler, care a avut premiera pe Netflix în data de 17 iulie 2020.

## Prezentare generală
Legenda regelui Arthur este povestită din punctul de vedere al protagonistei Nimue. Totuși, acest lucru nu corespunde întotdeauna legendei originale; de exemplu, Arthur are (aproximativ) aceeași vârstă ca Nimue. Sabia Excalibur provine de la poporul Fay, în legenda originală a fost falsificată de către Merlin.

## Distribuția și personajele

### Principale
| Actor                 | Rol                             |
| --------------------- | ------------------------------- |
| Katherine Langford    | Nimue                           |
| Devon Terrell         | Arthur                          |
| Gustaf Skarsgård      | Merlin                          |
| Daniel Sharman        | Călugărul Înlăcrimat / Lancelot |
| Sebastian Armesto     | Uther Pendragon                 |
| Lily Newmark          | Pym                             |
| Peter Mullan          | Părintele Carden                |
| Shalom Brune-Franklin | Igraine / Morgana               |
| Bella Dayne           | Lancea Roșie / Guinevere        |
| Matt Stokoe           | Cavalerul Verde / Gawain        |

### Secundare
| Actor                       | Rol                                    |
| --------------------------- | -------------------------------------- |
| Emily Coates                | Sora Iris                              |
| Polly Walker                | Doamna Lunete, regina-mamă             |
| Billy Jenkins               | Veveriță / Percival                    |
| Adaku Ononogbo              | Kaze                                   |
| Catherine Walker            | Lenore, mama lui Nimue                 |
| Jóhannes Haukur Jóhannesson | Cumber, regele Nordului                |
| Sofia Oxenham               | Eydis, fiica cea mai mare a lui Cumber |
| Clive Russell               | Wroth                                  |
| Sophie Harkness             | Sora Celia                             |
| Aidan Knight                | Cups                                   |
| Andrew Whipp                | Jonah                                  |
| Nickolaj Dencker Schmidt    | Dof                                    |
| Peter Guinness              | Ector                                  |

## Lista episoadelor
| Sezonul | Sezonul | Episoade | Premiera TV   |
| ------- | ------- | -------- | ------------- |
|         | 1       | 10       | 17 iulie 2020 |

### Sezonul 1 (2020)
| # per total | # per sezon | Titlu original       | Difuzarea originală |
| ----------- | ----------- | -------------------- | ------------------- |
| 1           | 1           | Nimue                | 17 iulie 2020       |
| 2           | 2           | Cursed               | 17 iulie 2020       |
| 3           | 3           | Alone                | 17 iulie 2020       |
| 4           | 4           | The Red Lake         | 17 iulie 2020       |
| 5           | 5           | The Joining          | 17 iulie 2020       |
| 6           | 6           | Festa and Moreii     | 17 iulie 2020       |
| 7           | 7           | Bring Us In Good Ale | 17 iulie 2020       |
| 8           | 8           | The Fey Queen        | 17 iulie 2020       |
| 9           | 9           | Poisons              | 17 iulie 2020       |
| 10          | 10          | The Sacrifice        | 17 iulie 2020       |

## Producția

### Dezvoltarea
Pe 28 martie 2018, a fost anunțat că Netflix a dat undă verde serialului pentru un prim sezon format din zece episoade. Serialul se bazează pe romanul cu același nume, scris de Frank Miller și Tom Wheeler, care fusese anunțat în sine cu o săptămână înainte și era de așteptat să fie publicat de Simon & Schuster în 2019. Cartea, un roman ilustrat pentru tineri adulți și adolescenți intitulată Cursed, era stabilită să îl aibă pe Tom Wheeler ca autor și pe Frank Miller ca ilustrator. În plus față de crearea adaptării televizate, Miller și Wheeler au fost de asemenea angajați să fie și producători executivi ai serialului. Pe 12 septembrie 2018, a fost anunțat că Zetna Fuentes urmează să regizeze și fie producător executiv pentru primele două episoade ale serialului.

### Distribuirea rolurilor
În septembrie 2018, Katherinei Langford i-a fost încredințat rolul principal al serialului. În martie 2019, au fost anunțați că Devon Terrell, Gustaf Skarsgård, Peter Mullan, Lily Newmark, Shalom Brune-Franklin, Daniel Sharman, Sebastian Armesto, Emily Coates și Billy Jenkins au intrat în distribuție. Creatorul Frank Miller apare într-un cameo.

### Filmarea
În ianuarie 2019, s-a început construcția de decoruri pe un teren al Armatei în uz din Deepcut, Anglia. Aceasta era de așteptată să continue până în martie 2019, filmările fiind programate să înceapă și să continue până în septembrie 2019.

## Lansare
Serialul a fost lansat pe Netflix în data de 17 iulie 2020.

## Părere generală
Agregatorul de recenzii Rotten Tomatoes a compilat 44 de recenzii, identificând 70% dintre ele ca fiind pozitive și a evaluat o medie de 6,05 / 10. Consensul criticilor site-ului afirmă că „Primul sezon al serialului Cursed nu este la fel de subversiv ca materialul său sursă, dar complotul puternic și o performanță eroică din partea lui Katherine Langford îl fac o evadare plăcută”. Metacritic, care utilizează o medie ponderată, a atribuit spectacolului un scor de 57 din 100 pe baza a 11 recenzii, indicând „recenzii mixte sau medii”. Lucy Mangan de la The Guardian a criticat felul de a scrie și interpretarea rolurilor, dar a scris că „uneori în timpul celor 10 ore frumoase fără sens, este o distracție grozavă”. Huw Fullerton, de la Radio Times, și-a spus părerea, de asemenea, despre „interpretările stângace și expunerea”, în timp ce a spus că serialul „nu se simte niciodată destul de mare pentru a spune această poveste epică [...], dar, în general, povestirea face o treabă bună de a prezenta personaje variate, interesante. într-un ciclu tot mai mare de violență."

## Linkuri externe
- Cursed – Blestemată la Netflix
- Cursed – Blestemată la Internet Movie Database